# Nyabitsinda
Nyabitsinda è un comune del Burundi situato nella provincia di Ruyigi con 51.534 abitanti (censimento 2008).

## Geografia antropica

### Suddivisioni amministrative
Il comune è suddiviso in 18 colline.